# 蒂氏長吻鰩
蒂氏長吻鰩（學名：Dipturus teevani）為軟骨魚綱鰩目鰩科長吻鰩屬的一種，分布於西大西洋區，從美國北卡羅萊納州到佛羅裡達群島、墨西哥灣北部、巴哈馬群島、小安的列斯群島、尼加拉瓜、宏都拉斯、哥倫比亞至巴西北部的沿海地區海域，深度310至1900公尺，本魚上部通常呈淺棕色，底部則呈奶油色至暗色。背鰭和尾鰭均為黑色，背鰭基部完全連接在一起。胸鰭的前緣和後尖均凹入，並在靠近尾部處有深切口，上顎有36至38排牙齒，體長可達84公分，棲息在大陸坡海域，為底棲性魚類，肉食性，卵生，生活習性不明。